# (34101) Hesrivastava
2000 PT15 (asteroide 34101) é um asteroide da cintura principal. Possui uma excentricidade de 0.10223240 e uma inclinação de 6.09440º.
Este asteroide foi descoberto no dia 1 de agosto de 2000 por LINEAR em Socorro.